# Estação Santo Afonso
A Estação Santo Afonso é uma das estações do Metrô de Porto Alegre, situada em Novo Hamburgo, entre a Estação Rio dos Sinos e a Estação Industrial/Tintas Killing. Faz parte da Linha 1.
Foi inaugurada em 3 de julho de 2012. Localizada no cruzamento da Rua 1º de Março com a Leopoldo Wasun, atende os bairros de Liberdade e Santo Afonso.

## Localização
A estação recebeu esse nome por estar situada no bairro de Santo Afonso. O bairro possui esse nome por homenagear Santo Afonso Rodrigues, um mártir que foi morto por ordem do cacique Nheçu, que era contrário à ação dos jesuítas.
Em suas imediações se localiza o estádio do Vale, sede do Esporte Clube Novo Hamburgo.